# VRML
Virtual Reality Modeling Language (仮想現実モデリング言語、VRML) は、3次元の物体に関する情報を記述するためのファイルフォーマット。WWW上で利用されることを前提に設計された。

## 概要
ファイル形式はテキストファイル（コンパイルが不要）であり、ヘッダ、コメント、ノード（フィールド）、プロトタイプ、ルートの5つの要素から構成される。
3Dポリゴンの頂点および辺の座標、面の色、UVマッピングされたテクスチャ、光沢、透明度などを指定できる。
また、URL指定によってインターネット上の別の場所にある画像やVRMLファイルを指定できる。
アニメーションや光源、視点の設定などといったインタラクティブな効果も設定でき、一種の仮想空間を構築できる。
さらに、Scriptノードを使って、Java・JavaScriptなどのプログラミング言語と連携させた動作を行うことも可能である。
VRMLファイルは「ワールド」とも呼ばれ、.wrl という拡張子が付く（たとえば bird.wrl）。VRMLファイルを閲覧するVRMLブラウザには、Cortona VRML Client 、blaxxun Contact 、PivoronPlayer  などがある。
また、VRMLファイル自体はテキスト形式だが、座標値などの3Dデータを多く含み、ファイル容量が大きくなるため、gzipを使った圧縮が行われる場合も多い。
たいていの3次元モデリングツールには、VRML形式での保存機能が付いている。

## 歴史
このフォーマットの開発を推進するためにWeb3Dコンソーシアムが設立され、規格についての議論などが行われている。
VRMLの最初のバージョン（通称VRML 1.0）は1994年11月に制定された。
このバージョンではSGI社により開発されていたOpen Inventorとよばれるツールのファイルフォーマットに良く似た仕様として制定された。
その後、インタラクティブな動きなどの新しい機能を追加したVRML 97 (ISO/IEC DIS 14772-1, 通称VRML 2.0) 仕様が策定された。
現在では、VRMLと呼ぶ場合にはこのVRML 2.0を指すことが多い。
VRML 1.0の制定以降、3次元空間を容易に記述できるという点から注目され、Webブラウザからそのまま使えるさまざまなプラグインも提供され、普及も進んだ。
しかし、VRMLの表現能力の限界やモデリングツールの少なさ、操作の難しさなどから、しだいにあまり使われなくなっている。
VRMLの表現能力の限界などから、次世代の仕様としてXMLベースのX3Dを一から作成することとなった。

## 関連規格
- 3DMLW (3D Markup Language for Web)
- COLLADA
- U3D
- X3D （VRML の後継）